# Quebrada de Loro
Quebrada de Loro es un corregimiento del distrito de Mironó en la comarca Ngäbe-Buglé, República de Panamá. La localidad tiene 1.616 habitantes (2010).